# Breakout 2000
Pour les articles homonymes, voir Breakout.
Breakout 2000 est un jeu vidéo de casse-briques en 3D sorti en 1996 sur Jaguar. Le jeu a été développé par MP Games et édité par Telegames.

## Système de jeu
Breakout 2000 adapte le système du casse-briques Breakout à un mode de visualisation 3D. L'objectif principal est de détruire une couche de lignes de briques du terrain de jeu en y faisant rebondir à plusieurs reprises une balle générée par une raquette,,.